# Guastica garengi
Guastica garengi är en fjärilsart som beskrevs av Ulrich Roesler och Kuppers 1979. Guastica garengi ingår i släktet Guastica och familjen mott. Inga underarter finns listade i Catalogue of Life.